# Ксьонж-Малий
Ксьонж-Малий (пол. Książ Mały) — село в Польщі, у гміні Ксьонж-Великі Меховського повіту Малопольського воєводства.
Населення — 162 особи (2011).
У 1975-1998 роках село належало до Келецького воєводства.

## Демографія
Демографічна структура станом на 31 березня 2011 року:
|          | Загалом | Допрацездатний вік | Працездатний вік | Постпрацездатний вік |
| -------- | ------- | ------------------ | ---------------- | -------------------- |
| Чоловіки | 87      | 9                  | 64               | 14                   |
| Жінки    | 75      | 10                 | 42               | 23                   |
| Разом    | 162     | 19                 | 106              | 37                   |